# ウッディ・ウー
ウッディ・ウー（Woody-Woo）は、日本のフォークグループ。

## メンバー
- 佐竹俊郎（ボーカル、12弦ギター） 立命館大学経済学部　1947年11月22日 - 2003年5月28日
- 岡山勇吉 （ギター）同志社大学法学部　1947年6月13日 - 2004年
- 星野彬 （ベース）同志社大学経済学部　1947年3月17日 -

## 来歴
バンド名は、1930年代に活動していたフォーク・シンガーのウディ・ガスリーと、若者の叫び声を表す「ウー」を組み合わせたもの。

## ディスコグラフィー

### シングル
- 今はもうだれも／おそくはないさ　（1969年7月）　日本コロムビア　オリコン66位
- 不在の時代／風は知らない　（1970年2月）　日本コロムビア
- 花びらを集めておくれ／町を出よう　（1971年6月）　 東芝音工